# Радио Костајница
Радио Костајница је локална јавна радио станица у Републици Српској, која се емитује из Костајнице, града у Босни и Херцеговини. Радио је покренут 1995. године од стране ЈП Радио Костајница. Ова радио станица емитује различите програме као што су музика, локалне вијести и емисије забавног карактера.
Програм се највише емитује на српском језику и то у периоду од 08:00 to 16:00h. Процјењени број слушалаца Радија Костајница је око 10.000 слушалаца. Радио Костајница је доступна у општинама Поуња у дијелу Републике Српске (Општина Костајница, Општина Нови Град и Општина Козарска Дубица) као и непорсредној близини Хрватске.

## Историја
Почетком августа 1995. године у ратним дејствима пала је Република Српска Крајина. 5. августа те године радници су демонтирали опрему Српског радија Костајница који је емитовао програм у Костајници на лијевој обали Уне и допремили у Костајницу у Републици Српској. Након само неколико сати почело је емитовање програма из просторија „старе школе“. Тако је почела прича о Радију Костајница који данас обиљежава пуних 25 година постојања и рада.
Посебну улогу у том времену костајнички радио је имао током напада хрватских снага на Костајницу, Козарску Дубицу и Нови Град 18. и 19. септембра 1995. године. Уз добро организовану одбрану града и одлучност свих структура власти и непрекидно емитовање програма допринијело је да становништво у тим тешким тренуцима остане на својим огњиштима.
Већ почетком октобра исте године радио је добио и формалну дозволу за емитовање и званично је почео са радом 12. октобра 1995. под именом "Радио Српска Костајница". Тај датум, односно Михољдан изабран је за крсну славу предузећа.
Осим редовних обавеза у вези са емитовањем програма, костајнички радио је био и даље јесте иницијатор, суорганизатор или медијски покровитељ бројних културних, спотрских и забавних манифестација, међу којима су „Дјеца пјевају хитове“, „Љетна лига“, „Кестенијада“, обиљежавање крсне славе општине-Духова, Streetball, хуманитарне акције, итд.
Значај радија за локално становништво посебно долази до изражаја у кризним ситуацијама, као што је био случај за вријеме поплава, па и сада за вријеме епидемије вируса корона. Обезбијеђен је и директан пренос сједница Скупштине општине, праћење предизборних кампања и избора.